# 葛木避姫
葛木避姫（かずらきのさくひめ）は、日本の古代の人物。夫は天戸目命、子に建斗米命がいる。